# دم دم (زلاغي الغربي)
دم دم (بالفارسية: دم‌دم) هي قرية تقع في إيران في قسم زلاغي الغربي الریفي. يقدر عدد سكانها بـ 36 نسمة.